# Cratère de Vepriai

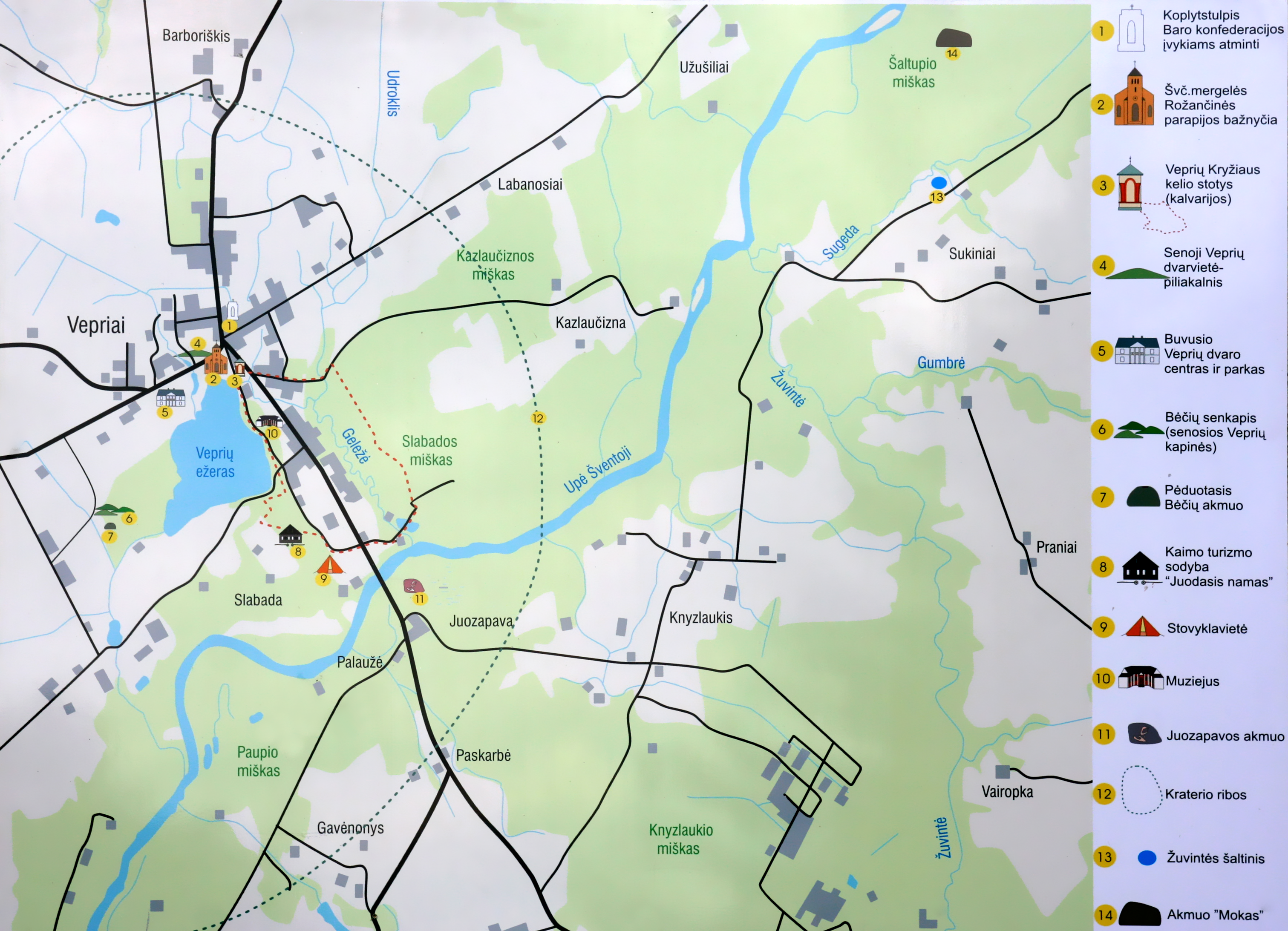
Les bords du cratère sont en pointillé

Le Cratère de Vepriai est un cratère d'impact situé en Lituanie. La ville de Vepriai, située en plein centre, lui a donné son nom. Le diamètre du cratère est 8 kilomètres et il est le plus grand cratère des pays baltes. Son  âge est de 160 ± 10 millions d'années, ce qui fait remonter l'impact à la période Jurassique.
Le cratère est aujourd'hui invisible dans le paysage. Il a en effet été largement érodé pendant les glaciations, et comblé par des dépôts glaciaires. On y trouve d'ailleurs aujourd'hui la plus importante carrière de graviers de Lituanie.